# Dicroglossidae
Dicroglossidae is een familie van kikkers (Anura).
De groep werd voor het eerst wetenschappelijk beschreven door John Anderson in 1871. Later werd de wetenschappelijke naam Dicroglossini gebruikt. Er is nog geen Nederlandse naam voor deze groep, die beschouwd kan worden als een recente afsplitsing van de familie echte kikkers (Ranidae). De wetenschappelijke naam 'Dicro- glossidae' betekent letterlijk gespleten tong.
Alle soorten leven in grote delen van Afrika en van Azië van Afghanistan en Pakistan tot Indochina, Japan en de Filipijnen.
Er zijn ongeveer 185 verschillende soorten die verdeeld worden in dertien geslachten. De geslachten Zakerana en Minervarya werden vroeger ook tot deze groep gerekend, maar tegenwoordig worden ze niet meer erkend.

## Taxonomie
Familie Dicroglossidae
- Onderfamilie Dicroglossinae
  - Geslacht Allopaa
  - Geslacht Chrysopaa
  - Geslacht Euphlyctis
  - Geslacht Fejervarya
  - Geslacht Hoplobatrachus
  - Geslacht Limnonectes
  - Geslacht Nannophrys
  - Geslacht Nanorana
  - Geslacht Ombrana
  - Geslacht Quasipaa
  - Geslacht Sphaerotheca
- Onderfamilie Occidozyginae
  - Geslacht Ingerana
  - Geslacht Occidozyga

Allophrynidae · 
Alsodidae · 
Alytidae · 
Aromobatidae · 
Arthroleptidae · 
Myobatrachidae · 
Batrachylidae · 
Blaasoppies · 
Bombinatoridae · 
Boomkikkers · 
Brachycephalidae · 
Calyptocephalellidae · 
Ceratobatrachidae · 
Ceratophryidae · 
Conrauidae · 
Craugastoridae · 
Cycloramphidae · 
Dicroglossidae · 
Echte kikkers · 
Eleutherodactylidae · 
Fluitkikkers · 
Glaskikkers · 
Gouden kikkers · 
Graafkikkers · 
Hemiphractidae · 
Hylodidae · 
Knoflookpadden · 
Limnodynastidae · 
Megophryidae · 
Mexicaanse gravende padden · 
Micrixalidae · 
Microhylidae · 
Nasikabatrachidae · 
Nieuw-Zeelandse oerkikkers · 
Nyctibatrachidae · 
Odontobatrachidae · 
Odontophrynidae · 
Padden · 
Pelodytidae · 
Petropedetidae · 
Phrynobatrachidae · 
Pijlgifkikkers · 
Ptychadenidae · 
Pyxicephalidae · 
Ranixalidae · 
Rhinodermatidae · 
Rietkikkers · 
Scaphiopodidae · 
Schuimnestboomkikkers · 
Seychellenkikkers · 
Spookkikkers · 
Staartkikkers · 
Telmatobiidae · 
Tongloze kikkers